# シノー・ティップ・アレナ
エデン・アレナ（Eden Arena）は、チェコの首都プラハに所在するサッカー競技場。

## 概要
同スタジアムは2005年まで使用されていた旧スタジアムを取り壊して建て替えたもの。2013年のUEFAスーパーカップの会場に決定した。ただしUEFAの命名権禁止によりスタディオン・エデンとなる。
命名権は、シノー・ホールディングの子会社でオンラインカジノを運営するシノー・ティップが取得しシノー・ティップ・アレナと呼ばれていた。
コンサートも頻繁に行われ、メタリカ、アイアン・メイデン、R.E.M.、デペッシュ・モード、P!NKらがコンサートを行った。